# Katoenrat
De Katoenrat (Sigmodon hispidus) is een zoogdier uit de familie van de Muridae.

## Kenmerken
De vacht is bruin tot bruingrijs op de rug en grijswit aan de onderkant. De lichaamslengte varieert van 13 tot 20 cm, de staart van 8 tot 16,5 cm en het gewicht 100 tot 225 gram.

## Leefwijze
Deze weinig kieskeurige dieren voeden zich met planten, insecten(larven), zoete aardappels en suikerriet, maar ook zoetwaterkrabben en -kreeften en kikkers staan op het menu. Ook halen ze weleens vogelnestjes uit, waarvoor ze in rietstengels klimmen. Ze kunnen aan de landbouw veel schade aanrichten. Ze zijn zowel overdag als 's nachts actief en leven in een beschutte kuil of in een 75 cm diep hol in een nest van gras. Ze hebben vaste looproutes, die tot paadjes uitslijten.

## Voortplanting
Na 6 tot 8 weken zijn de vrouwtjes geslachtsrijp en werpen na een draagtijd van 27 dagen tot 12 jongen.

## Verspreiding en leefgebied
Deze soort komt voor van de zuidelijke Verenigde Staten tot het noorden van Zuid-Amerika